# Rodinný dům Heřmana Konejla
Rodinný dům Heřmana Konejla je vila na rohu ulic Erbenova a Žižkova v Plzni. Postavena byla podle projektu architekta Václava Neckáře na počátku 30. let 20. století a jako jedna z mála plzeňských funkcionalistických staveb je od roku 2001 památkově chráněna.

## Architektura
Vzhledem k tomu, že nová zástavba ve vilové čtvrti Plzeň-Bezovka mohla mít v době vzniku vily pouze dvě nadzemní podlaží, byla reálně čtyřpatrová vila rafinovaně navržena se zvýšeným přízemím, prvním patrem, půdní nástavbou a další prostory (byt domovníka, garáž) pak byly umístěny do suterénu téměř na úrovni terénu.
Architektonický návrh domu se drží konceptu funkcionalismu: forma sleduje funkci. Objekt má přísně pravoúhlé tvary, fasáda je hladká a velmi světlá, téměř bílá, a okna jsou rozmístěna nepravidelně, neboť odpovídají funkci jednotlivých prostor domu. Nápadným prvkem, který se tomuto rektangulárnímu tvarosloví vymyká, je půlkruhový schodišťový rizalit na severovýchodní straně objektu.
Součástí Neckářova návrhu je i zahrada, předzahrádka a plot.

## Realizace
Stavební práce byly zahájeny na podzim roku 1930 a dokončeny v létě roku 1931. Stavbu pro ředitele soukromé obchodní školy Heřmana Konejla realizoval stavitel Josef Pechnam (stavební firma Mandaus, Doubek, Pechman a spol.).